# Loxocalyx
Loxocalyx es un género con cuatro especies de plantas con flores perteneciente a la familia Lamiaceae. Es originario de las regiones templadas de Asia.

## Especies
| - Loxocalyx ambiguus - Loxocalyx quinquenervius | - Loxocalyx urticifolius - Loxocalyx vaniotiana |